# 3-я ударная дивизия
3-я ударная дивизия НОАЮ (сербохорв. 3. ударна дивизија НОВЈ / 3. udarna divizija NOVJ) — воинское тактическое соединение Народно-освободительной армии Югославии, созданное из 5-й Пролетарской Черногорской, 1-й Далматинской и 10-й Пролетарской Герцеговинской ударных бригад. Одно из элитных подразделений НОАЮ.

## История и боевой путь
Сформирована по приказу Верховного штаба от 9 ноября 1942 года в районе населённого пункта Пердухово-Село возле города Гламоч в период с 11 до 18 ноября. Боевой путь дивизии начался в конце ноября — начале декабря 1942 боями за боснийский город Яйце. Затем соединение вело наступательные боевые действия в Центральной Боснии. В сражении на Неретве дивизия составляла центральную наступательную колонну и разбила итальянский гарнизон города Прозор. Участвовала в контрударе под городом Горни-Вакуф и разгроме четников под Невесине и Калиновиком. В бою под Невесине 28 марта 1943 погиб командир дивизии Перо Четкович, народный герой Югославии.
В битве на Сутьеске в составе Южной оперативной группы дивизия обороняла Центральный госпиталь НОАЮ. 13 июня 1943 при попытке прорыва из кольца окружения понесла тяжёлые потери, почти половина её состава погибла. Около тысячи бойцов и командиров пробились отдельными группами разной численности на Зеленгору или назад через Сутьеску в Санджак и Черногорию. В битве погиб легендарный командир дивизии Сава Ковачевич и 130 командиров уровня от бригады до взвода.
Как единое соединение дивизия восстановлена после переформирования во второй половине сентября 1943 года в составе 4-й и 5-й пролетарских черногорских, а также 10-й Пролетарской Герцеговинской бригад. В конце 1943 года вместо 4-й Черногорской и 10-й Герцеговинской пролетарских ударных бригад в дивизию включены 6-я, 7-я и 9-я черногорские бригады. Позднее к ним добавился и артиллерийский дивизион. В составе 2-го ударного корпуса НОАЮ дивизия боролась против частей немецкого 21-го армейского корпуса и отрядов четников. Участвовала в боях за Сараево и Карловац. 12 мая 1945 близ села Зидани-Мост совместно с 4-й и 10-й Краинскими дивизиями приняла капитуляцию 7-й дивизии СС «Принц Ойген» и 373-й хорватской пехотной дивизии.